# Гелешть (Муреш)
Гелешть, Гелешті (рум. Gălești) — село у повіті Муреш в Румунії. Адміністративний центр комуни Гелешть.
Село розташоване на відстані 253 км на північний захід від Бухареста, 15 км на схід від Тиргу-Муреша, 93 км на схід від Клуж-Напоки, 115 км на північний захід від Брашова.

## Населення
За даними перепису населення 2002 року у селі проживали 1297 осіб.
Національний склад населення села:
| Національність | Кількість осіб | Відсоток |
| -------------- | -------------- | -------- |
| угорці         | 1228           | 94,7%    |
| цигани         | 51             | 3,9%     |
| румуни         | 18             | 1,4%     |

Рідною мовою назвали:
| Мова      | Кількість осіб | Відсоток |
| --------- | -------------- | -------- |
| угорська  | 1237           | 95,4%    |
| циганська | 43             | 3,3%     |
| румунська | 17             | 1,3%     |